# Carol Welsman
Carol Welsman (Toronto, 29 september 1960) is een Canadese jazzzangeres en -pianiste.

## Biografie
Carol Welsman bezocht van 1980 tot 1983 het Berklee College of Music in Boston met als hoofdvak pianospel en studeerde privé zang bij Christiane Legrand in Europa. Na haar terugkeer naar Toronto in 1990 doceerde ze jazz aan de University of Toronto, gaf ze privé-onderricht en formeerde ze een zangensemble voor jazzimprovisatie. Sindsdien doceert ze aan Canadese en Amerikaanse colleges en universiteiten.
In 1995 bracht ze haar debuutalbum Lucky to be me uit met jazzstandards en haar eigen compositie This Lullaby. Tijdens de Larry King Show ter herinnering aan de gebeurtenissen van 11 september, die in 2004 werd uitgezonden, presenteerde ze de song aan het grote publiek. This Lullaby werd in 2004 ook gezongen door Céline Dion op haar cd Miracle onder de titel Baby, Close Your Eyes. 
Welsman schreef ook songteksten voor meerdere zangers en zangeressen, waaronder Ray Charles en Nicole Scherzinger van de Pussycat Dolls. Samen met Herbie Hancock presenteerde ze in 2000 de Billboard Jazz Awards. Haar cd I Like Men - Reflections of Miss Peggy Lee (2009) werd in USA Today gekozen onder de top 5-albums van 2009. In 2010 trad ze op in Marian McPartlands radioprogramma Piano Jazz.
Haar moedertaal is Engels en ook haar meeste songs worden gezongen in Engels. Ze zingt en doceert echter ook in het Frans en zingt ook in het Portugees.

## Discografie

### Eigen albums
- 1995: Lucky to Be Me (Welcar Music)
- 1997: Inclined (Welcar Music)
- 1999: Swing Ladies, Swing - A Tribute to Singers of the Swing Era (Welcar Music)
- 2001: Hold Me (BMG Music Canada)
- 2003: The Language of Love (geproduceerd door Oscar Castro-Neves, Savoy Records)
- 2005: What'cha Got Cookin' (Ludlow Music, Columbia Records, Japan)
- 2007: Carol Welsman (Justin Time Records, International Release)
- 2008: Memories of You - A tribute to Benny Goodman, met de klarinettist Ken Peplowski (Japan publicatie - Muzak Records/Welcar Music)
- 2009: I like Men – Reflections of Miss Peggy Lee (geproduceerd door Jimmy Branly en Carol Welsman, Welcar Music)
- 2012: Journey (geproduceerd door Pierre Coté & Jimmy Branly)
- 2017: For You (solo)

### Medewerking
- 2009: Bande Originale du film L'enfance de l'Art - filmsoundtrack door Romano Musumarra (GM.Musipro) (drie songs)

- Bibliothèque nationale de France: cb139651403 (data)
- Gemeinsame Normdatei: 135180481
- International Standard Name Identifier: 0000 0001 0963 0728
- Library of Congress Control Number: no2004032361
- MusicBrainz: c222ee85-ab91-4b42-8709-f8e49c2aecfe
- Virtual International Authority File: 31703366
- WorldCat: E39PBJdCtx8VRRBttGHHjjdbBP